# BTS (hudební skupina)
BTS (korejsky 방탄소년단, Bangtan Sonyeondan, též zvaní Bangtan Boys) je sedmičlenný boy band z Jižní Koreje založený společností BigHit Entertainment. Všichni členové mají účast na psaní a produkci písní. Původně se stylizovali do hiphopu, ale postupně se vyvinuli a teď už tvoří v širokém množství žánrů.

## Jméno
Název skupiny BTS je zkratka pro korejský výraz Bangtan Sonyeondan (Hangul: 방탄소년단; Hanča: 防彈少年團), který doslova znamená „Neprůstřelní Skauti“ (Bulletproof Boy Scouts), volně přeloženo jako „Neprůstřelní hoši“. V Japonsku vystupují jako Bōdan Shōnendan (防弾少年団), což má stejný význam. V červenci 2017 BTS oznámili, že kromě jejich jmen „Bangtan Sonyeondan“ nebo „Bulletproof Boy Scouts“, budou nyní využívat i jméno „Beyond The Scene“ jako novou značku identity.

## Kariéra

### 2013: Pre-debut a debut

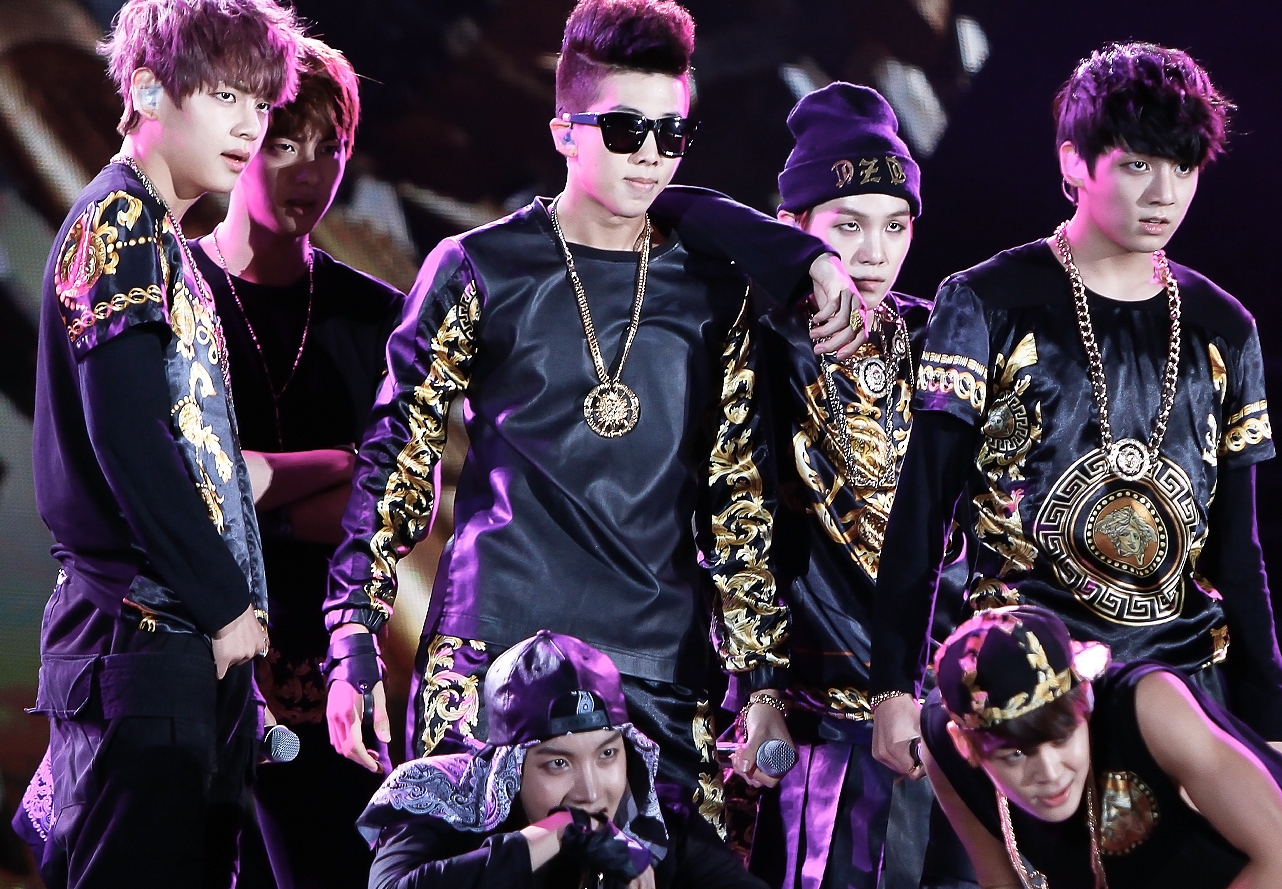
BTS na Incheon Korean Music Wave

Roku 2010 hlava společnosti Big Hit Entertainment Bang Sihyuk, známý také jako „hitman“ Bang, přijal tehdy šestnáctiletého undergroundového rappera Kim Namjoona, jenž si zvolil přezdívku Rap Monster (roku 2017 změněné na RM) a měl se stát leaderem nově tvořící se - původně čistě hip-hopové - skupiny. Druhým členem se stal taktéž undergroundový rapper sedmnáctiletý Min Yoongi, jehož přezdívka Suga je složena z prvních slabik basketbalové pozice shooting guard. J-Hope se rapovat musel naučit, byl street dancer skupiny NEURON z Gwangju, jeho rodné jméno je Jung Hoseok. Kim Seokjin, Jin, byl Big Hitem osloven, když šel po ulici v Soulu, neměl žádné zkušenosti s tancem ani zpěvem, studoval herectví, přesto je nyní kvalitním vokalistou. Jeon Jungkook se ve čtrnácti účastnil talentové soutěže a dostal nabídky sedmi různých společností, vybral si Big Hit Entertainment, jelikož obdivoval Rap Monstera. Kim Taehyung doprovázel na konkurz kamaráda, nakonec se jej také zúčastnil a stal se členem pod přezdívkou V jako vítězství (victory). Poslední člen byl student současného (moderního scénického) tance Park Jimin, který trénoval pouhých pár měsíců.
13. června 2013 oficiálně debutovala skupina Bangtan Sonyeondan, nebo pouze BTS. Vydali album 2 Cool 4 Skool (což se stalo první částí jejich „školní trilogie“) a klip k písni „No More Dream“, o pár dní později následoval klip k „We Are Bulletproof pt. 2“. Album se ale velkým hitem nestalo, přesto si jich lidé všimli. Texty pojednávají o nedorozumění a předsudcích vůči mladé generaci, kritice společnosti, která odsuzuje jejich sny, a snaze vytvořit si vlastní budoucnost.
BTS použili old-schoolový hip-hop připomínající 90. léta s velmi divokým vzhledem problémových chlapců. 9. července oficiálně oznámili jméno jejich fanouškovské základny – A.R.M.Y (아미).
Již v září přišli s mini-albem (EP) O!RUL8,2? s hlavní písní „N.O“, kde se vyjadřují k tvrdému korejskému vzdělávacímu systému. Hudební styl se od předchozího počinu příliš nelišil, stále značnou část zastává nespoutaný rap. Jedná se o pokračování „školní trilogie“.
Na konci roku obdrželi ocenění za New Artist of the Year na Melon Music Award, Golden Disc Awards, Soul Music Awards a dalších.

### 2014: Znatelnější úspěch a turné
Posledním kouskem jejich „školní trilogie“ se stalo EP Skool Luv Affair vydané v únoru 2014. Dosáhlo vrcholu žebříčku Gaon Album Chart, zároveň také znamenalo pro BTS první objevení se na žebříčku Billboard World Albums Chart, kde se umístilo jako třetí. Hlavními singly byly „Boy In Luv“ a „Just One Day“. Album se stále drželo hlavně hip-hopu a R&B, tematicky se zaměřilo spíše na mladou lásku a školní život.
Zúčastnili se reality show BTS American Hustle Life. V červenci 2014 měli první koncert ve Spojených státech ve West Hollywoodu, kde zadarmo vystoupili pro 200 fanoušků. Také se poprvé objevili na KCONu v Los Angeles.
V srpnu vydali své první studiové album Dark & Wild. Hlavními singly alba byly „Danger“ a „War of Hormone“. Album je jakýmsi mostem od jejich „školní trilogie“ k budoucí tvorbě. Více se vyjadřují k aspektům dospívání, o mladistvých touhách a randění.
První japonské studiové album Wake Up bylo vydáno v prosinci. Obsahovalo japonské verze jejich starších počinů a také čistě japonské písně „Wake Up“ a „The Stars“.
BTS spustili jejich první koncertové turné The Red Bullet Tour, kdy kromě asijských států navštívili i Austrálii a USA.

### 2015: The Most Beautiful Moments in Life
Nastal přerod z agresivní a maskulinitou nabité hudby k rozmanitějším stylům. BTS určitým způsobem dospěli a chtěli vyobrazit krásu ale i těžkosti dospívání. A tak v dubnu 2015 spatřilo světlo světa EP The Most Beautiful Moments in Life, pt. 1 (Hwa Yang Yeon Hwa, pt. 1). Změna nenastala jen ve zvuku, ale i vzhledu – více barev, více mladistvější a chcete-li i opravdovější. Součástí tohoto alba je single „I Need U“; citlivé, nadějné, bolestné, veselé, nové. BTS upustili od drsného prostředí a nahradili jej více skutečným obrazem mládí. Bezstarostnost a užívání kontrastuje s trápením, depresí a samotou. Znamenalo to předzvěst jejich mainstreamového úspěchu a zajistilo jejich úplně první výhru v hudební show na SBS MTV The Show. Billboard „I Need U“ nazval jedním z nejlepších songů dekády. Dalším singl byl „Dope“, který dosáhl třetího umístění na Billboard žebříčku World Digital Songs Chart a stal se jejich prvním klipem s více než 100 miliony zhlédnutí na YouTube.
V listopadu vydali čtvrté EP The Most Beautiful Moments in Life, pt. 2 (Hwa Yang Yeon Hwa, pt. 2) a tím tak představili „Run“. Album se zaměřovalo ještě více na snahu o úspěch, osamělost, lehkomyslnost, vztahy a potíže, které s sebou nese mládí. „Run“ je v podstatě jakési pokračování „I Need U“. Taktéž ukazuje častou dualitu mladých, kdy smích střídá smutek, opět představuje i temnou stránku života. Zatímco „No More Dream“ by šlo chápat jako pouhé hraní si na drsňáky a stěžování si, tady má ono stěžování „pádný“ důvod, je skromné, temné, posluchačům bližší a tudíž i uvěřitelné. Toto album se stalo jejich největším hitem. Dominovalo týdennímu žebříčku Gaon Album a Billboard World Albums Chart, načež se stalo prvním k-popovým počinem, který se tam udržel několik týdnů. Znamenalo také první objevení se na Billboard 200 chart, kde dosáhlo 171. místa. Na Mnet Asian Music Awards byli BTS oceněni jako Best World Performer jako uznání jejich mezinárodní fanouškovské základny.
Těmito dvěma alby zahájili něco, co je nazýváno BTS Universe, které kombinuje klipy, krátké filmy, knihy, internetové příběhy a Webtoon. Od této chvíle může mít každá maličkost význam v celkovém příběhu, který BTS začali v pozadí vyprávět.
Ve stejném měsíci zahájili turné The Most Beautiful Moments in Life: On Stage.

### 2016: Průlom a komerční úspěch
V květnu 2016 vyšlo album, kterým završili „trilogii mládí“ nebo také „HYYH trilogii“. The Most Beautiful Moment in Life: Young Forever obsahovalo songy z dvou předchozích alb trilogie a samozřejmě bylo obohaceno i o nové: „Epilogue: Young Forever“, „Save Me“ a „Fire“. Album bylo na vrcholu žebříčku Gaon Weekly Chart v Jižní Koreji dva týdny po sobě a na 107. místě amerického Billboard 200.
BTS spustili rozšíření jejich asijského turné, The Most Beautiful Moments in Life On Stage: Epilogue. Během tohoto turné se uskutečnil dvoudenní koncert na Olympic Gymnastics Arena v Soulu. A jako první headliners vystupovali na obou amerických KCON Shows, které se tehdy konaly v Newarku (červen) a L.A. (červenec) před vyprodaným sálem. Ve spojitosti s jejich úspěchy se stali první k-popovou kapelou, která dostala na Twitteru své vlastní emoji.
V září vydali druhé japonské album Youth, kde se opět objevily japonské verze jejich dřívějších písní i zcela nové počiny. V den vydání bylo prodáno 44 000 kopií a stalo se číslem jedna v Japonsku.

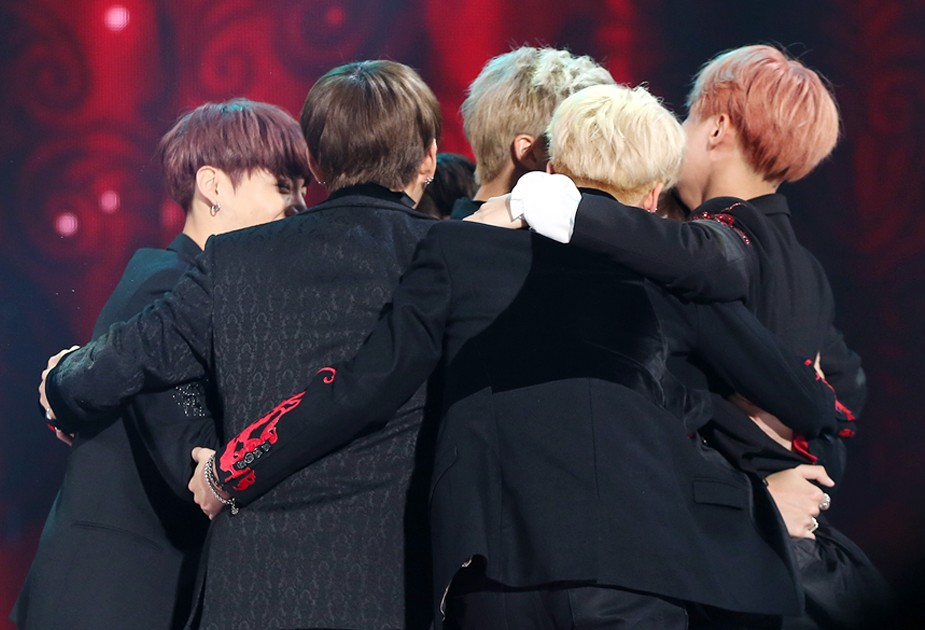
BTS vyhráli první daesang na Mnet Music Awards

V říjnu vyšlo druhé studiové album Wings. Kombinovalo prvky z jejich „HYYH trilogie“ s pokušením, dospíváním a nepřízní osudu. Album je významně ovlivněno dílem Hermanna Hesse Demian, v klipech přímo zaznívají citace z knihy. Vůbec poprvé se objevily sólové skladby každého člena, které demonstrovaly jejich potenciál a individualitu jakožto nezávislých umělců. Ke každé z těchto sólových písní byl natočen mini-film. Album bylo kritikou všeobecně dobře přijato. Rolling Stone jej nazval „jedním z koncepčně a zvukově nejambicióznějších popových alb roku 2016“ a Fuse ocenil „upřímné písně a rozmanité skladby“. Hlavní single „Blood Sweat & Tears“ se stal jejich prvním hitem číslo jedna na týdenním Gaon Digital Chart. Klip za prvních 24 hodin získal šest miliónů zhlédnutí na YouTube, čímž překonal rekord pro nejvíce zhlédnutí k-popové skupiny. Wings vstoupilo na americký žebříček Billboard 200 na 26. místě, což z něj udělalo nejvýše umístěné k-popové album.
V prosinci na Melon Music Awards BTS dostali svou první velkou cenu tzv. daesang v kategorii Album of The Year za The Most Beautiful Moments in Life: Young Forever. Jen o pár dní později se stali prvními umělci nepocházejícími z tzv. „velké trojky“ společností (YG, JYP a SM), kteří vyhráli Artist of the Year na Mnet Asian Music Awards.

### 2017: Celosvětový rozmach
V únoru 2017 vyšlo jejich první kompilační album You Never Walk Alone, nové skladby byly doplněny těmi z alba Wings. Hlavní single „Spring Day“ se setkal s chválou kritiky za „inteligentní, přesvědčivou a elegantní studii touhy a ztráty, která se záměrně vhodně vyhýbá klišé okázalosti a dramatu“. Píseň kromě stesku po přátelích a ztrátě pravděpodobně vzdává i hold obětem Sewolské tragédie, čímž se do děl BTS dostává estetika, lyrika a symbolismus, který láká fanoušky všech generací. „Spring Day“ se umístilo osmé na jihokorejském online hudebním žebříčku a Gaon Digital Chart a shodilo digitální žebříček Melon. Jako 15. se také objevilo na žebříčku Billboard Bubbling Under Hot 100. Vyhrálo Song of the Year na Melon Music Awards. Oblíbenost této skladby neklesá, jelikož je na Melon dodnes a činí to z ní tak nejdéle umístěnou píseň.

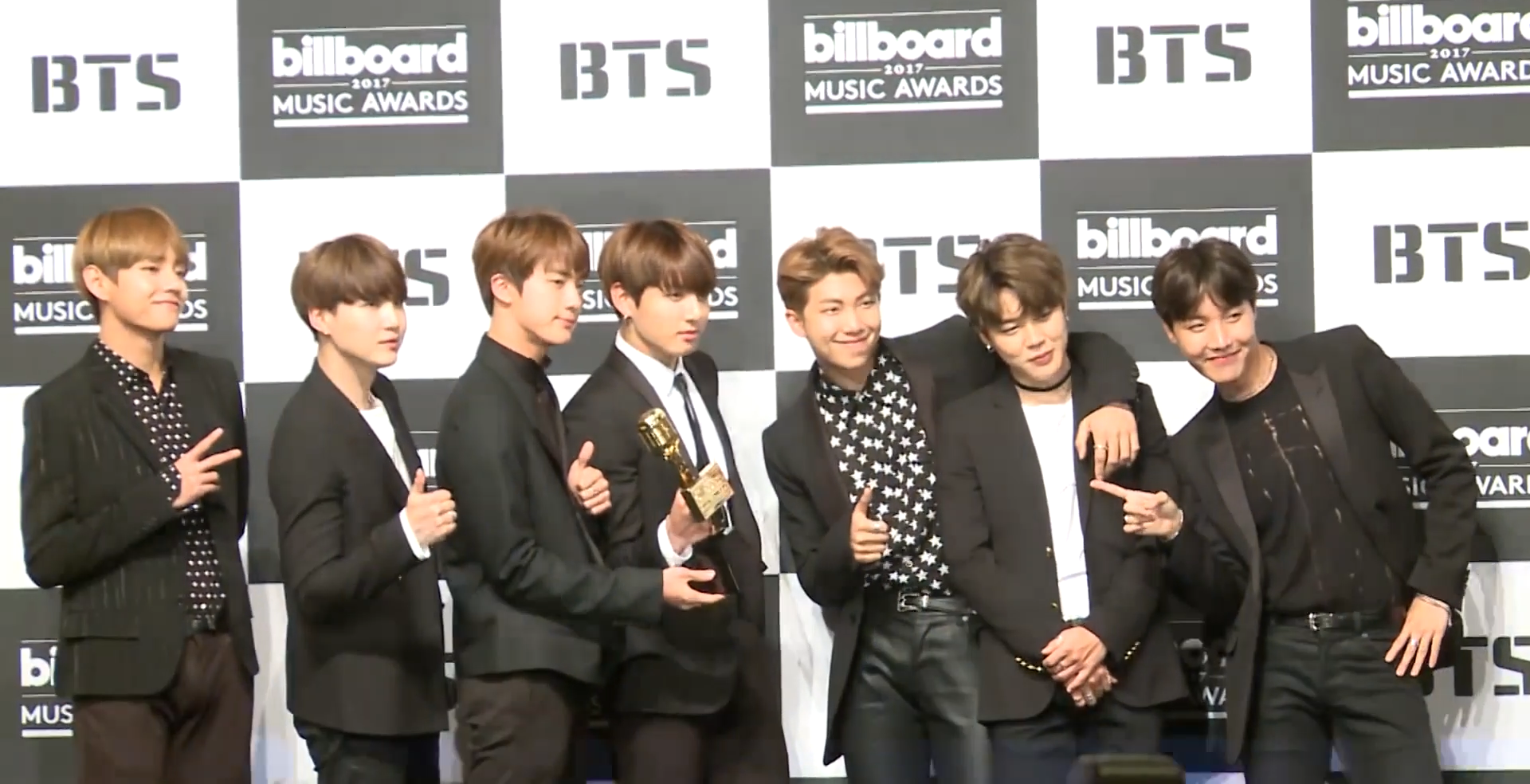
BTS po vítězství Top Social Artist na Billboard Music Awards.

Od února do prosince se konalo jejich druhé světové turné 2017 BTS Live Trilogy Episode III: The Wings Tour, při kterém navštívili 12 zemí. Během tohoto turné BTS postupně začali hrát na větších místech, z hal se přesunuli do arén. Stali se první k-popovou skupinou, která vyprodala arény ve Spojených státech. BTS se zúčastnili Billboard Music Awards, kde byli oceněni jako Top Social Artist, což z nich udělalo první k-popovou skupinu oceněnou na tomto ceremoniálu a přerušili tak šňůru šesti vítězství Justina Biebera.
V červenci vydali cover na písničku „Come Back Home“ od korejské hudební ikony Seo Taijiho. Jako backup zpěváci a tanečníci se zúčastnili jeho koncertu na Soulském Olympijském Stadionu. Seo Taiji uznal tematické podobnosti mezi jeho hudbou a BTS a prohlásil: „Tohle je vaše generace. Ukažte jim.“
V návaznosti na zobrazení dospívání a pokušení přišli se sérií „Love Yourself“, kde se snažili rozšířit povědomí o důležitosti sebelásky. První část série EP „Love Yourself: Her“ vyšla v září. Hlavními songy byly „DNA“ a remix Steva Aokiho „MIC Drop“ (na konci klipu Suga upustí mikrofon, k čemuž je inspirovalo upuštění mikrofonu bývalého prezidenta Baracka Obamy při zakončení proslovu). Oba songy se umístily vysoko jak na korejském žebříčku tak i americkém Billboardu. Album vypráví o veselí a radosti ze zamilování se. RM o Love Yourself: Her mluví jako o jednom ze zlomových bodů jejich kariéry.
Line Friends představují postavičky založené na nálepkách různých sociálních sítí a objevují se mimo jiné i na různých produktech, v animovaných pohádkách a zábavních parcích. V říjnu byla oficiálně spuštěna spolupráce s BTS, která začala již v lednu toho roku, a dala tak vzniknou BT21. Postavy byly vytvořeny na základě skic od členů BTS. Název BT21 vymyslel Suga, protože by prý měl reprezentovat BTS a 21. století, takže budou moci žít sto let. Postavy se jmenují Koya, RJ, Shooky, Cooky, Chimmy, Tata a Mang, které vytvořil RM, Jin, Suga, Jungkook, Jimin, V a J-Hope; dále robot Van, který na BT21 dohlíží a reprezentuje A.R.M.Y. BTS vytvořili pro každou postavu osobnost, minulost i vztahy a všechny jsou genderově neutrální.
V listopadu 2017 jako první k-popová skupina vystupovali na American Music Awards, čímž o sobě celosvětově zvedli povědomí. Na Mnet Asian Music Awards vyhráli jako první podruhé v řadě cenu Artist of the Year. Stali se také prvními umělci mimo „velkou trojku“, kteří vyhráli hlavní ceny na Golden Disc Award a Seoul Music Award.

### 2018: Celosvětové uznání
Na YouTube Premium zveřejnili osmidílnou dokumentární sérii Burn the Stage poskytující pohled do zákulisí jejich turné Wings z roku 2017.
V dubnu vydali třetí japonské album nazvané Face Yourself, a následující den i devíti minutový krátký film „Euphoria: Theme of Love Yourself: Wonder“, který představoval píseň „Euphoria“ zpívanou Jungkookem.
V květnu vydali třetí studiové album Love Yourself: Tear a jejich první vystoupení s písní „Fake Love“ se uskutečnilo na předávání Billboard Music Awards, odkud si opět odnesli ocenění Top Social Artist. Album vyobrazuje nepřímé osvícení láskou bez toho být milován a povzbuzení pro ty, kteří nemají sny. Kritika album všeobecně přijala kladně, popisujíc jej jako „jedno z nejvíce tematicky soudržných, avšak zvukově rozmanitých, plné textů o prázdnotě“ a „album o lásce a ztrátě, kde značnou roli hraje rap.“ Komerčně se jedná o jedno z nejúspěšnějších BTS alb. Debutovalo jako číslo jedna na americkém Billboard 200, čímž se stalo nejvýše umístěným albem od BTS a prvním číslem jedna nejen jejich, ale i k-popu na americkém žebříčku alb. Je to také jejich první album, které se podívalo do první desítky ve Spojeném království jako osmé na UK Album Charts. „Fake Love“ bylo jejich první písní v elitní desítce Billboard Hot 100, sedmnáctým ne-anglickým songem, který se tam dostal, a prvním od korejské skupiny.
Závěrem Love Yourself série se v srpnu stalo druhé kompilační album Love Yourself: Answer, které obsahovalo písně z předešlých Love Yourself alb a dalších sedm nových skladeb. Album se opíralo o hlavní single „Idol“ (v jedné verzi se objevuje Nicki Minaj), kde BTS dali najevo, že přijímají, kým jsou. Album ilustruje vzrušení z lásky, bolest z rozloučení a uvědomění si sebelásky. Kriticky bylo přijato dobře, jako „mistrovské završení let práce a plné smyslů“ a „veledílo od BTS, kterého jen málo umělců, boy bandů či jiných, může doufat, že dosáhne“. Album je druhým číslo jedna albem BTS na americkém Billboard 200 a stávají se tak druhým popovým umělcem s dvěma alby jako číslo jedna za méně než rok od dob One Direction, kdy ovládli žebříček s Midnight Memories v 2013 a Four v 2014. V Kanadě jim „Idol“ na 5. místě vynesl jejich první umístění v top desítce v Canadian Singles Chart. Klip získal za prvních 24 hodin 45 miliónů zhlédnutí, čímž překonal rekord Taylor Swift s „Look What You Make Me Do“
Spolu s Love Yourself: Answer BTS oznámili třetí světové turné nazvané BTS World Tour: Love Yourself, při kterém vystupovali na největším stadionu v Jižní Koreji, Soulském Olympijském Stadionu. Během turné spolupracovali na songu Steva Aokiho „Waste It on Me“, což je jejich první čistě anglická spolupráce. Během turné BTS pokračovali v hraní na větších místech, poslední zastávka v Severní Americe byl koncert na Citi Field v Queens s kapacitou 40 000 míst, čímž se zapsali jako první korejští umělci vystupující na americkém stadionu. Všech 40 tisíc lístků bylo vyprodáno do 20 minut. Za rok 2018 byly koncerty BTS podle StubHub druhé nejprodávanější mimo americký trh za Edem Sheeranem. Turné se setkalo s pozitivním přijmutím kritiky a důkazem, že hudba překoná jakoukoliv jazykovou bariéru.
Od listopadu 2017 spolupracují s UNICEF na kampani Love Myself, která vedla k sérii Love Yourself. Stali se partnery programu #ENDviolence na ochranu dětí a mladistvých z celého světa proti násilí. Kampaň byla financována 3 % všech příjmů z prodeje fyzických alb série Love Yourself, 100 % veškerého oficiálního prodeje zboží kampaně Love Myself, společnost Big Hit Entertainment a členové BTS darovali 500 milionů korejských wonů (přibližně 10 milionů korun) a další. Na 73. valném shromáždění OSN 24. září 2018 za celou skupinu přednesl leader RM proslov o této kampani.
V listopadu také vpustili do kin po celém světě Burn the Stage: The Movie. V USA snímek vydělal $3.54 milionů, a překonali tak rekord držený One Direction.
Na Melon Music Awards proměnili sedm z osmi nominací, včetně vítězství v kategoriích Artist of the Year a Album of the Year za Love Yourself: Tear. Na Mnet Asian Music Awards zvítězili v devíti kategoriích, potřetí v řadě vyhráli Artist of the Year. Při děkovné řeči Jin zmínil, že letošní rok byl pro BTS velmi emočně vypjatý, debatovali spolu o tom, zda by měli skupinu rozpustit. O tomto rozhodování vypovídají i některé jejich písně, jako například z alba Face Yourself „Don’t Leave Me“ či „Let Go“, které v podstatě působí jako rozloučení, nebo „Outro: Tear“ z Love Yourself: Tear, které Suga psal v době, kdy hluboce přemýšleli, zda skončit či ne a po prvním poslechu členové brečeli. Umístili se osmí na Billboard žebříčku Top Artist na konci roku a jako druzí umělci roku v kategorii Duo/Skupina za Imagine Dragons.

### 2019: Světové turné po stadionech aMap of the Soul: Persona
V únoru se objevili na 61. udílení cen Grammy jako předkladatelé ocenění. Byla to jejich první účast na této události poté, co se skupina objevila v Grammy Muzeu v LA roku 2018.
Časopis Time je jmenoval jedněmi ze 100 nejvlivnějších lidí roku 2019.
V dubnu vyšla šestá EP Map of the Soul: Persona s hlavním singlem „Boy with Luv“, na kterém spolupracovali s americkou zpěvačkou Halsey. Jako první korejští umělci vystupovali v Saturday Night Live. Vystoupení bylo jedno z největších v historii show. Celkově BTS dosáhli nových milníků ve své kariéře. Map of the Soul: Persona se stalo prvním korejsky mluvícím albem, které se umístilo první ve Spojeném království i Austrálii. Jedná se o třetí album v řadě na vrcholku Billboard 200 během jedenácti měsíců, čímž vyrovnali The Beatles, kteří tohoto dosáhli v letech 1995-96. BTS jsou také nejrychlejší skupinou, jejíž tři alba dosáhla čísla jedna od dob The Monkees v roce 1967. Jedná se o nejlépe prodávané fyzické album v USA pro rok 2019 a nejlépe prodávaným albem v Jižní Koreji vůbec s více než 3.2 milionů prodání za méně než měsíc. K deseti nejvíce prodávaným alb patřily počiny z 90. let, což z BTS dělá jediným zástupcem po roce 2000 na tomto seznamu. „Boy with Luv“ debutovalo na Billboard Hot 100 jako osmé, nejvýše v historii korejské skupiny, a se 74.6 miliony zhlédnutí nejsledovanější video za 24 hodin.

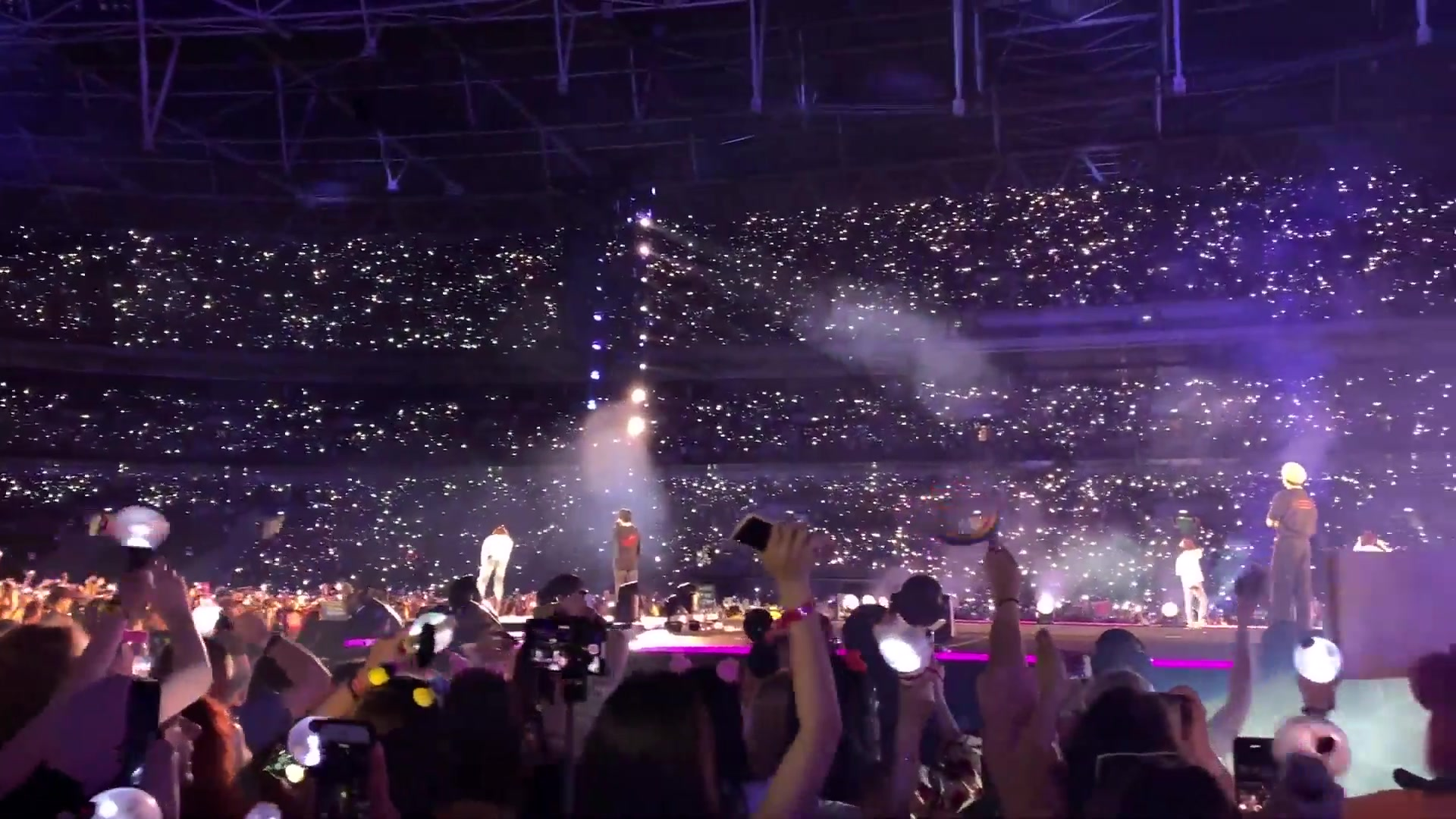
BTS koncert ve Wembley 2. června 2019

V květnu na Billboard Music Awards k vítězství za Top Social Artist awards přidali i Top Duo/Group a oznámili rozšíření světového turné po stadionech Love Yoursefl: Speak Yourself, vystupovali ve Wembley, Stade de France, MetLife Stadium, Rose Bowl a Soldier Field. Stali se prvním asijským a ne-anglicky mluvícím umělcem, který vyprodal Wembley. Jejich koncerty v Rose Bowl překonaly rekord s nejvyššími tržbami v historii Boxscore, čímž překonali Taylor Swift a U2. Všechna data byla vyprodána do dvou hodin, čili přidali i další termíny kvůli vysoké poptávce. Během turné vystoupili v The Late Show with Stephen Colbert a ve finální epizodě The Voice a jednom ze semifinále Britain’s Got Talent.
V souvislosti s publikováním jejich nové mobilní hry BTS World vydali píseň „Heartbeat“ s klipem ze hry a tři singlové spolupráce – „Dream Glow“ s anglickou zpěvačkou Charli XCX, „A Brand New Day“ se švédskou zpěvačkou Zarou Larsson a „All Night“ s americkým rapperem Juice Wrld. Tohle a další songy tvoří oficiální soundtrack hry BTS World: Original Soundtrack. Hra byla vydána 26. června pro iOS i Android ve 175 zemích světa.
3. července vydali japonský single Lights. Před-objednávky překonaly milion kopií a zlomily tak rekord Céline Dion „To Love You More“ z roku 1995.
V říjnu BTS vystoupili na King Fahd International Stadium a stali se tak prvním zahraničním umělcem, který měl samostatný koncert v Saúdské Arábii. Poslední kapitolou jejich rekord lámajícího Love Yourself: Speak Yourself světového turné byly tři vyprodané koncerty na Olympijském Stadionu v Soulu. Podle Billboard žebříčku Boxscore z konce roku, skupina vydělala přes $196 milionů a hrála před více než 1,6 milionů lidí. Překonali starší rockové počiny jako The Rolling Stones, Metallicu a KISS, stejně jako Backstreet Boys, což z nich činí nejlepší turné kapely pro rok 2019. V tento měsíc vydali remixovou verzi písně „Make It Right“, na které se podílel americký zpěvák Lauv, jako druhý single alba Map of the Soul: Persona.
Z předávání American Music Awards si jako první k-popová skupina odnesli cenu Favorite Duo or Group Pop/Rock, Tour of the Year a podruhé za sebou i Favorite Social Artist.
V prosinci 2019 se zúčastnili Melon Music Awards i Mnet Asian Music Awards. Stali se prvním umělcem v historii k-popu, kteří získali všechny daesangy (hlavní ceny) z obou ceremoniálů, což znamená čtyři z každého. Na Golden Disc Awards se stali prvními umělci, kteří vyhráli ve fyzických i digitálních kategoriích. Nelson Music jmenovali Map of the Soul: Persona druhým nejlépe prodávaným albem roku (první bylo Lover od Taylor Swift). BTS zakončili rok 2019 jako čtvrtá nejúspěšnější skupina na Top Billboard 200 Artist – Duo/Group za Queen, Imagine Dragons a The Beatles.

### 2020: Sedmileté výročí a #1 Billboard Hot 100
V lednu vydali píseň „Black Swan“ jakožto jejich první single ze čtvrtého studiového alba Map of the Soul: 7, které vyšlo 21. února. V tento den vyšel i oficiální klip k hlavnímu singlu „ON“, na jedné z verzí spolupracovali s australskou zpěvačkou Siou. Rok 2020 představuje jejich sedmileté výročí, na což odkazuje i číslovka v názvu. Píseň „We Are Bulletproof: The Eternal“ je poděkování A.R.M.Y a později vydané animované video k songu se nese na vzpomínkové notě. Podobně jako Map of the Soul: Persona i Map of the Soul: 7 je inspirováno psychologií Carla Gustava Junga – Persona (RM), Shadow (Suga) a Ego (J-Hope) jsou podle jeho teorie jedny ze složek lidské osobnosti.
Podle Gaon Chart, se prodalo přes 4,1 milionů kopií tohoto alba jenom devět dní po vydání, čímž překonalo Map of the Soul: Persona a stalo se nejlépe prodávaným v jihokorejské historii. Debutovalo na vrcholu žebříčku Billboard 200, což z BTS učinilo nejrychlejší skupinu, jejíž čtyři alba se staly číslo jedna od dob The Beatles z roku 1968. Zároveň debutovalo jako číslo jedna v Německu, Francii, Islandu, Velké Británii, Japonsku, Austrálii, Kanadě a USA a jsou tak první asijskou skupinou, která se umístila na předních příčkách na pěti největších světových hudebních trzích. Hlavní single „ON“ debutoval jako čtvrtý na Billboard Hot 100 s 86 tisíci staženími a je tak BTS prvním top pět a nejvíce prodávanou skladbou týdne. V návaznosti se sérií alb Map of the Soul oznámili jejich čtvrté celosvětové a druhé stadiónové turné Map of the Soul Tour začínající v dubnu. Vinou koronavirové pandemie ale bylo celé turné odloženo.
Na konci ledna Lil Nas X, Billy Ray Cyrus, Diplo a Nas spolu s BTS vystoupili na předávaní cen Grammy s „Old Town Road All-Stars“.
7. června se uskutečnila online událost živě vysílaná na YouTube nazvaná Dear Class of 2020, jednalo se o projevy a vystoupení celebrit pro maturanty, kteří přišli o plnohodnotné ceremonie kvůli pandemii covidu-19. BTS vystoupili s „Boy with Luv“, „Spring Day“ a „Mikrokosmos“. Ve svých proslovech zmínili jejich vlastní maturitu a poskytli poselství naděje a inspirace pro maturanty roku 2020.
19. června vydali japonskou píseň „Stay Gold“ z jejich čtvrtého japonského studiového alba Map of the Soul: 7 – The Journey. Během prvního týdnu se prodalo přes 564 tisíc kopií a překonali tak desetiletý rekord od TVXQ za nejvíce prodaných alb během prvního týdne od mužského zahraničního umělce v Japonsku. Jedná se o nejrychleji prodávané album v Japonsku za rok 2020.
21. srpna vydali svůj první čistě anglický song „Dynamite“, jenž zlomil rekord pro nejvíce sledovanou premiéru na YouTube s více než 3 miliony sledujícími a stal se prvním hudebním videem na této platformě, které překonalo hranici 100 milionů zhlédnutí za 24 hodin, což jej činí nejsledovanějším videem v tomto časovém úseku. „Dynamite“ debutovalo jako číslo jedna na americkém žebříčku Billboard Hot 100, což pro BTS bylo vůbec poprvé a stali se tak prvním jihokorejským umělcem (druhým asijským), kterému se to povedlo. Na úplném vrcholu se udrželo dva týdny. V pátém týdnu od vydání se umístilo také jako první na žebříčcích Billboard Global 200 a Global Excluding USA. Dosáhlo čísla devět v US Mainstream Top 40 (také známé jako žebříček Pop Song), debutoval jako třetí na UK Singles Chart a druhý na australském Single Chart, což je jejich nejvyšší umístění na žebříčcích v obou zemích.
31. srpna se odehrálo jejich první vystoupení s „Dynamite“, které se uskutečnilo na MTV Video Music Awards, kde byli nominováni v kategoriích Best Group, Best Choreography, Best Pop Video a Best K-Pop se singlem „On“, ve všech nominovaných kategoriích zvítězili.
V týdnu 28. září probíhal „BTS týden“ v The Tonight Show, kterou hostuje Jimmy Fallon, kde vystoupili nejen s „Dynamite“, ale i staršími písněmi: „Idol“, „Home“, „Mikrokosmos“ a „Black Swan“.
S „Dynamite“ vystoupili na Billboard Music Awards, odkud si odnesli cenu za Best Duo/Group a počtvrté v řadě i Top Social Artist.
2. října vyšel remix singlu od Jawshe 685 a Jasona Derula „Savage Love (Laxed – Siren Beat)“. Ovládl žebříček Billboard Hot 100 jakožto jejich druhý song. Mezitím „Dynamite“ stoupl na druhé místo a udělal tak z BTS čtvrtou skupinu (po Bee Gees, The Beatles a OutKast), která obsadila první dvě příčky.
10. a 11. října uspořádali dva dny online koncertu na Olympijském Stadionu v Soulu nazvaném Map of the Soul ON:E, který překonal jejich vlastní rekord s 993 tisíci sledujících ze 191 zemí světa za nejvíce sledujících placeného virtuálního koncertu vysílaného živě.
20. listopadu vydali páté studiové album nazvané Be s hlavním singlem „Life Goes On“, na který dali spoiler v září během jejich proslovu pro OSN na podporu nejen mladých lidí v době koronaviru. Debutové vystoupení proběhlo na American Music Awards 22. listopadu, odkud si odnesli ocenění jako Best Duo or Group – Pop/Rock a Favorite Social Artist. 30. listopadu „Life Goes On“ debutovalo na první pozici žebříčku Billboard Hot 100 („Dynamite“ je v tu dobu třetí), které dosáhlo jako první píseň v jiném jazyce než anglickém, a Be na Billboard 200, což je pro BTS popáté v jejich kariéře. Stali se první skupinou ve Spojených státech, jejichž song i album debutovalo jako #1 ve stejném týdnu. Jsou skupinou, která nejrychleji nashromáždila 3 první místa v Billboard Hot 100 v tomto století – všechny během tří měsíců. „Life Goes On“ vede žebříček Billboard Global 200, „Dynamite“ je na třetí pozici a „Blue & Grey“ deváté; všechny písně jsou z alba Be.
24. listopadu obdrželi svou první nominaci na cenu Grammy v kategorii Best Pop Duo/Group Performance. Stali se úplně prvními k-popovými umělci, kteří byli nominováni.

### 2021: „Butter“ a spolupráce se zahraničními umělci
BTS dominovali žebříčkům IFPI pro rok 2020, kde se umístili na první pozici Global Recording Artist jakožto první neanglicky mluvící asijští umělci; v Global Album Sales Chart se album Map of the Soul: 7 umístilo na prvním místě, Be na druhém a Map of the Soul: 7 – The Journey jako osmé; Global Album All Format Chart taktéž vládlo Map of the Soul: 7 a Be skončilo jako čtvrté; song „Dynamite" se na Global Digital Single Chart dostala na desáté místo.
14. března se potřetí objevili na udílení cen Grammy, kde vystoupili jako nominovaní s písní „Dynamite", cenu ale neobdrželi.
Později na svém oficiálním twitterovém účtu odsoudili projevy násilí na asijské populaci v reakci na dění v USA, kdy při útoku na asijské lázně zemřelo 8 lidí, z toho 6 asijských žen.
K 31. březnu 2021 změnila společnost Big Hit Entertainment název na HYBE Corporation.
2. dubna vyšla píseň „Film Out“ k japonskému filmu Signal, píseň je zároveň součástí jejich čtvrtého japonského alba The Best, které má vyšlo 16. června.
19. dubna společnost McDonald's oznámila spolupráci s BTS. Tzv. „BTS Meal“ bude k mání ve více než 50 zemích světa (nebude například ale ve Velké Británii, Slovensku, Česku nebo Polsku) a skládá se z 10 kousků kuřecích nugetek, středních hranolek a pití a omáčky ze sladkého chilli a cajunu. 23. dubna oznámila francouzská značka Louis Vuitton, že se BTS stali jejich novými ambasadory.
21. května vydala skupina svůj druhý anglický single „Butter". Klip je nejrychlejším hudebním videem na YouTube, které překonalo několik rekordů zhlédnutí, včetně nejsledovanějšího videa během 24 hodin. Se 108 milióny zhlédnutí srazilo z přední příčky „Dynamite". „Butter“ debutovalo na prvním místě Billboard Hot 100, kde vydrželo sedm týdnů.
„Butter“ vystřídala jejich další anglická píseň „Permission To Dance“, na které spolupracovali s Edem Sheeranem, vydána 9. července. Na tomto žebříčku je to jejich páté místo za 10 měsíců a 2 týdny, čímž překonali tři dekády starý rekord Michaela Jacksona. 23. července se „Butter" opět navrátilo na první příčku Billboard Hot 100, kde se drží dva týdny. 15. září bylo oznámeno, že se 24. října uskuteční online koncert Permission To Dance On Stage.
24. září vydala britská kapela Coldplay píseň „My Universe", na které se podíleli i BTS, 30. září vyšel i videoklip. Tento společný song se usadil na první příčce Billboard Hot 100 a Billboard Global 200.
24. října se uskutečnil online koncert Permission to Dance on Stage, který na konci listopadu následovaly čtyři vyprodané koncerty před publikem (poprvé od vypuknutí pandemie) na SoFi Stadion v Los Angeles. V témže měsíci taktéž obdrželi nominaci na Grammy za skladbu „Butter" v kategorii Best Pop Duo/Group Performance.

### 2022:Proofa současnost
Na začátku roku vydali webtoon komiks 7Fates: Chako založený na fiktivním příběhu odehrávající se na pozadí jejich videoklipů. Během prvních dvou dnů komiks překonal 15 milionů přečtení.
V březnu se konaly na Olympijském stadionu v Soulu tři koncerty, kterých se zúčastnilo celkem 45 000 diváků, jednalo se tak o nejpočetnější povolený koncert od zavedení restrikcí kvůli Covid-19. 

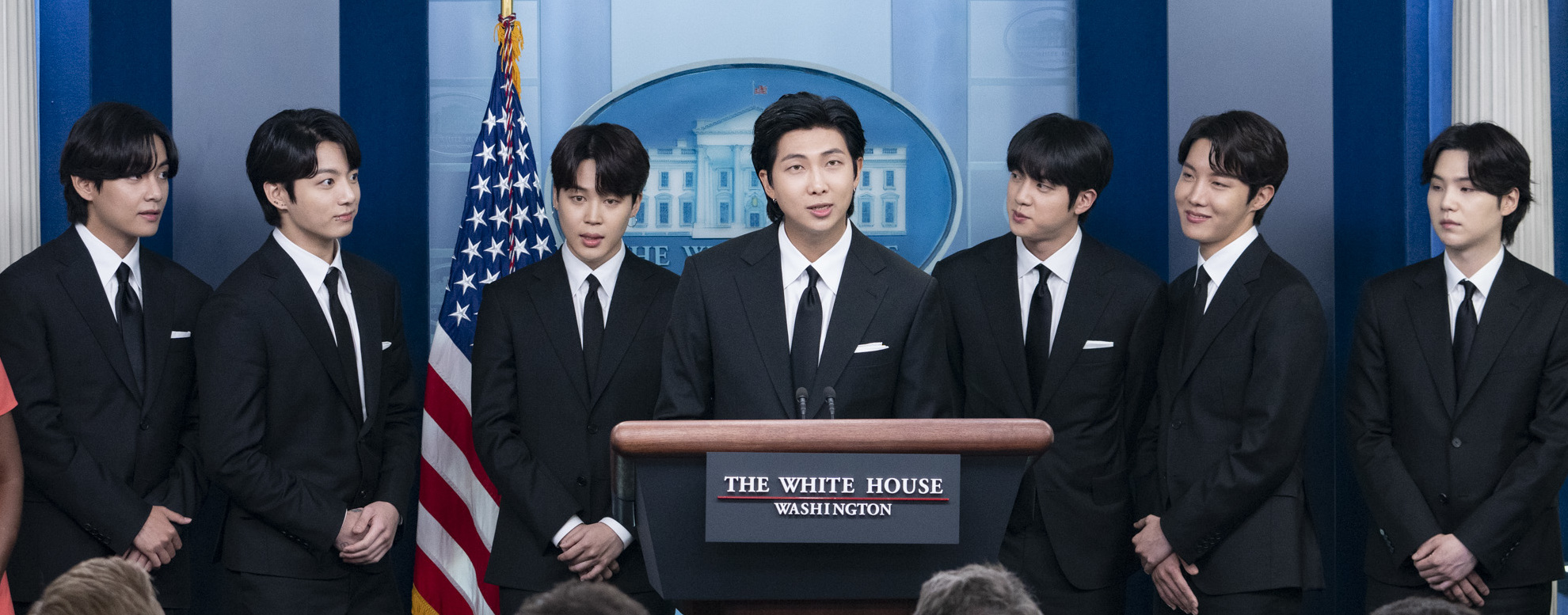
BTS při proslovu v Bílém domě. (zleva: V, Jungkook, Jimin, RM, Jin, J-Hope, Suga)

3. dubna vystoupili na předávání Grammy s písní „Butter", nominaci ale neproměnili. Byli nominovaní v sedmi kategoriích na Billboard Music Awards 2022 a vyhráli tři ceny – Top Duo/Group, Top Song Sales Artist a Top Selling Song s „Butter" (v této kategorii bylo nominováno i „Permission to Dance"). 
31. května dorazili na pozvání do Bílého domu, aby s prezidentem Joe Bidenem pohovořili o rasismu proti asiatům, zúčastnili se i tiskové konference.
10. června vydali kompilační album Proof, obsahuje tři CD, na prvních dvou se nachází jejich dřívější hity doplněné o tři nové skladby, třetí CD se skládá z demo nahrávek. Téhož dne vyšel taktéž videoklip k titulní písni „Yet to Come (The Most Beautiful Moment in Life)" reflektující jejich předchozí tvorbu. Album bylo pozitivně přijato kritikou i fanoušky. 14. června, den po jejich 9. výročí, skupina oznámila dočasnou pauzu, aby se mohli věnovat sólové kariéře, individuálním aktivitám a růstu, avšak ujistili, že se nejedná o rozpad skupiny a v budoucnu se společně vrátí.
31. července vystoupil J-Hope na festivalu Lollapalooza v Chicagu, což z něj učinilo prvního korejského umělce, který vystoupil jako jeden z hlavních vystupujících na velkém americkém hudebním festivalu.
V říjnu 2022 uvedla manažerská společnost, která BTS řídí, že členové BTS nastoupí na povinnou vojenskou službu v souladu s jihokorejskými zákony, a zase jako skupina se sejdou v roce 2025.

## Žánry
BTS jsou někdy chybně označovaní jako k-popový boy band. Ačkoliv z tohoto žánru převzali hromadu věcí, jako třeba náročné choreografie, nebo propagace nového obsahu, jejich hudba se jak v minulosti, tak v současnosti mnohem více podobá žánrům jako R&B, Hip hop, a nebo třeba EDM. Právě kvůli této rozmanitosti se často jejich hudba charakterizuje jako takzvaný BTSpop, hlavně kvůli jejich odlišnostem od k-popu, popu, a klasického hip hopu.
V rané historii BTS byl jejich hudební styl a vizáž ovliňován hlavně hip hopem jako v samostatných písních "No More Dream" a "N.O". Brzy se však vyvinuli směrem ke směsi R&B, hip hopu a některých rockových prvků (písně "Danger" a "Boy In Luv" – 상남자). S The Most Beautiful Moment in Life Pt. 1 byl zaznamenán nový hudební posun. Ačkoli si BTS stále udržovali hip hopový obraz, také objevili svou R&B stranu s tracky jako "Hold Me Tight". Album Wings přineslo výraznější změny v hudebním stylu, díky sedmi sólovým písním, jejichž žánry se pohybovaly od V-ho neo soulové písně "Stigma" přes J-Hopeovu gospel-evoking píseň "Mama" až k Sugovu vášnivému rapu s klavírním doprovodem v písni "First Love".
BTS jsou také známí svými texty, které „upřímně mluví o tématech, která považují za důležité i v konzervativní společnosti“ – texty si píší sami. Původně byli za textaře považováni pouze Suga a RM, ale postupem času se začali zapojovat i ostatní. Jejich texty zabývají tématy jako jsou šikana a neshody se společenskými ideály, stejně jako problémy duševního zdraví, sebevraždy, nihilismu, K-popovému systému idolů a zesílení postavení žen ve společnosti. Ve svém minialbu Love Yourself: Her se s tracky "Pied Piper" a "Go Go" vyjadřují k vlastní fanouškovské základně a obhájcům nihilistických výdajů ve jménu štěstí a mládí. V albu You Never Walk Alone je píseň "Not Today" – anti-establishment – hymna, se zprávami obhajujícími menšinové skupiny.
V roce 2016 se však skupina setkala s obviněním z misogynie kvůli textům "War of Hormone", "Converse High". Skupina pak později vydala oznámení s omluvou a žádné podobné texty už nenapsali. Dokonce při tvorbě textů konzultují s profesory feminismu a celkově jsou jejich novější texty zaměřeny spíše na sebepoznání a na to mít rád sebe sama.
BTS společně (se svou společností) vytváří a produkuje většinu své tvorby, čemuž některé mediální odbory připisují jejich úspěch. Například v albu You Never Walk Alone všichni členové vytvářeli nebo pomáhali s produkcí svých sólových písní.

## Členové
| Umělecké jméno  | Jméno                                  | Datum narození    | Místo narození | Pozice               |
| --------------- | -------------------------------------- | ----------------- | -------------- | -------------------- |
| Jin (진)        | Kim Sok-čin (김석진, Kim Seok-jin)     | 4. prosince 1992  | Kwačchon       | zpěvák               |
| Suga (슈가)     | Min Jun-ki (민윤기, Min Yoon-gi)       | 9. března 1993    | Tegu           | rapper               |
| J-Hope (제이홉) | Čong Ho-sok (정호석, Jung Ho-seok)     | 18. února 1994    | Kwangdžu       | rapper               |
| RM              | Kim Nam-džun (김남준, Kim Nam-joon)    | 12. září 1994     | Ilsan          | lídr skupiny, rapper |
| Jimin (지민)    | Pak Či-min (박지민, Park Ji-min)       | 13. října 1995    | Pusan          | zpěvák               |
| V (뷔)          | Kim Tche-hjong (김태형, Kim Tae-hyung) | 30. prosince 1995 | Tegu           | zpěvák               |
| Jungkook (정국) | Čon Čong-kuk (전정국, Jeon Jung-kook)  | 1. září 1997      | Pusan          | zpěvák               |

## Diskografie
| Název                                                         | Datum vydání | Seznam skladeb |
| ------------------------------------------------------------- | ------------ | --- |
| "2COOL 4SKOOL"                                                | 12. 6. 2013  | 1. Intro: 2 Cool 4 Skool (feat. DJ Friz) 2. We Are Bulletproof Pt.2 3. Skit: Circle Room Talk 4. No More Dream 5. Interlude 6. Johayo (좋아요; Good) 7. Outro: Circle Room Cypher |
| "O!RUL8,2?"                                                   | 6. 9. 2013   | 1. Intro: O!RUL8,2? 2. N.O 3. WE ON 4. SKIT: R U HAPPY NOW? 5. IF I RULED THE WORLD 6. COFFEE 7. BTS CYPHER PT.1 8. Jingyeogui Bangtan (진격의 방탄; Rise of Bangtan) 9. Paldogangsan (팔도강산; Strong Arm/Satoori Rap) 10. OUTRO: LUV IN SKOOL |
| "SKOOL LUV AFFAIR"                                            | 12. 2. 2014  | 1. Intro: Skool Luv Affair 2. Sangnamja (Boy In Luv) (상남자; Most Masculine Man) 3. Skit: Soulmate 4. Eodieseo Watneunji (어디에서 왔는지; Where Did You Come From) 5. Haruman (하루만; Just One Day) 6. Tomorrow 7. BTS Cypher Pt.2: Triptych 8. Deunggor Beureikeo (등골 브레이커; Spine Breaker) 9. Jump 10. Outro: Propose |
| "SKOOL LUV AFFAIR" (Special Addition)                         | 14. 5. 2014  | 1. Miss Right 2. 좋아요 (I Like It) (Slow Jam Remix) 3. Intro: Skool Luv Affair 4. 상남자 (Boy In Luv) 5. Skit: Soulmate 6.어디서 왔니 (Where Did You Come From) 7. 하루만 (Just One Day) 8. Tomorrow 9. BTS Cypher Pt.2: Triptych 10. 등골 브레이커 (Deunggor Beureikeo)(Spine Breaker) 11. Jump 12. Outro: Propose |
| "DARK & WILD"                                                 | 20. 8. 2014  | 1. Intro: What Am I To You 2. Danger 3. Hormone Jeonjaeng (호르몬전쟁; War of Hormone) 4. Hip Hop Seongaeja (힙합성애자; Hip Hop Phile) 5. Let Me Know 6. Rain 7. BTS Cypher PT.3: KILLER (feat. Supreme Boi) 8. Interlude: Mwohae (뭐해; What Are You Doing) 9. Haendeupon Jom Kkeojullae (핸드폰 좀 꺼줄래; Can You Turn Off Your Phone) 10. Ibulkik (이불킥; Blanket Kick) 11. 24/7 = Heaven 12. Yeogibwa (여기봐; Look Here) 13. 2 Haknyeon (2학년; Second Grade) 14. Outro: Geuge Mari Dwae? (그게 말이 돼?; Does That Make Sense?) |
| "Wake Up" (1. japonské album)                                 | 24. 12. 2014 | 1. INTRO. 2. THE STARS 3. Jump (Japanese Ver.) 4. Danger (Japanese Ver.) 5. 상남자 (Boy In Luv) (Japanese Ver.) 6. 하루만 (Just One Day) (Extended) 7. いいね!(I Like It)(Japanese Ver.) 8. I Like It Pt. 2 (In That Place) 9. No More Dream (Japanese Ver.) 10. Wake Up 11. OUTRO. |
| RM's 1st Album – "RM"                                         | 17. 3. 2015  | 1. Voices (목소리) 2.Do You 3.Awakening(각성/覺醒) 4.Monster 5.버려 (Throw Away) 6.농담 (Joke) 7.God Rap 8.Rush (feat. Krizz Kallko) 9. Life 10.표류 (Adrift) 11.I Believe (feat. BTS) |
| "화양연화 Pt. 1" "(The Most Beautiful Moment in Life, Pt. 1)" | 29. 4. 2015  | 1. Intro: The Most Beautiful Moment In Life (Intro: 화양연화) 2. I Need U 3. Hold Me Tight (잡아줘) 4. Skit: Expectation! 5. Dope (쩔어) 6. Boyz with Fun (흥탄소년단) 7. Converse High 8. Moving On (이사) 9. Outro: Love Is Not Over |
| "FOR YOU"                                                     | 17. 7. 2015  | 1. FOR YOU 2. ホルモン戦争 (War of Hormone) (Japanese Ver.) 3. Let Me Know (Japanese Ver.) |
| "화양연화" Pt. 2 "(The Most Beautiful Moment In Life, Pt. 2)" | 30. 11. 2015 | 1.Intro: Nevermind 2.Run 3.Butterfly 4.Whalien 52 5.Ma City 6."Baepsae" / Crow Tit/ Silver Spoon (뱁새) 7.Skit: One Night in a Strange City 8.Dead Leaves (고엽) 9.Outro: House of Cards |
| The Most Beautiful Moment In Life: Young Forever              | 2. 5. 2016   | CD1 1.Intro: "화양연화" (The Most Beautiful Moment In Life) 2.I Need U 3."잡아줘"(Hold Me Tight) 4."고엽"(Autumn Leaves) 5.Butterfly(Prologue Remix) 6.Run 7.Ma City 8."뱁새"(Silver Spoon) 9."쩔어"(Dope) 10."불타오르네"(Burning Up)(FIRE) 11.Save Me 12.EPILOGUE: Young Forever CD2 1.Converse High 2."이사"(Moving On) 3.Whalien 52 4.Butterfly 5.House Of Cards(Full Lenght Edition) 6.Love Is Not Over(Full Lenght Edition) 7.I Need U(Urban Remix) 8.I Need U(Remix) 9.Run(Ballad Mix) 10.Run(Alternative Mix) 11.Butterfly(Alternative Mix) |
| Suga's (Agust D's) 1st Album: "Agust D"                       | 15. 8. 2016  | 1.Intro; Dt sugA (feat. DJ Friz) 2.Agust D 3.give it to me 4.skit 5.치리사일사팔 (724148) 6.140503 새벽에 (140503 to dawn) 7.마지막 (The Last) 8.Tony Montana (feat. Yankie) 9.Interlude; Dream, Reality 10.so far away (feat. 수란 (SURAN)) |
| "Youth" (2. japonské album)                                   | 7. 9. 2016   | 1. Introduction: Youth 2. Run (Japanese Ver.) 3. "불타오르네" (Burning Up)(FIRE) 4. "쩔어"(Dope)(超ヤベー!)(Japanese Ver.) 5. Good Day 6. Save Me (Japanese Ver.) 7. フンタン少年団 (Fantan Shounendan)(Japanese Ver.) 8. ペップセ (Peppuse)(Japanese Ver.) 9. Wishing on a Star 10. Butterfly (Japanese Ver.) 11. For You 12. I Need U (Japanese Ver.) 13. Epilogue: Young Forever (Japanese Ver.) |
| "Wings"                                                       | 10. 10. 2016 | 1.Intro: Boy Meets Evil 2."피땀눈물 (Blood Sweat & Tears) 3.Begin (Jungkook Solo) 4.Lie (Jimin Solo) 5.Stigma (V Solo) 6.First Love (Suga Solo) 7.Reflection (RM Solo) 8.Mama (J-Hope Solo) 9.Awake (Jin Solo) 10.Lost 11.BTS Cypher 4 12.Am I Wrong 13."21세기소녀(21st Century Girls) 14."둘!셋! (그래도좋은날이더많기를) (Two!Three! (Hoping For More Better Days)) 15.Interlude: Wings |
| "You Never Walk Alone"                                        | 13. 2. 2017  | 1.Intro: Boy Meets Evil 2.피땀눈물 (Blood Sweat & Tears) 3.Begin 4.Lie 5.Stigma 6.First Love 7.Reflection 8.Mama 9.Awake 10.Lost 11.BTS Cypher 4 12.Am I Wrong 13.21세기 소녀 (21 Century Girls) 14.둘! 셋! (그래도 좋은 날이 더 많기를) (Two! Three! Hoping For More Better Days) 15.봄날 (Spring Day) 16.Not Today 17.Outro: Wings 18. A Supplementary Story : You Never Walk Alone |
| "Come Back Home - Single"                                     | 4. 7. 2017   | 1. Come Back Home |
| "Love Yourself 承 'Her'"                                      | 18. 9. 2017  | 1.Intro: Serendipity 2.DNA 3.Best Of Me (feat. The Chainsmokers) 4.보조개 (Dimple)(Illegal) 5.Pied Piper 6.Skit: Billboard Music Awards Speech 7.MIC Drop 8.고민보다 Go (Go Go) 9.Outro: Her 10.Hidden Track (SEA) 11.Skit: Hesitation & Fear |
| J-Hope's Mixtape – "Hope World"                               | 1. 3. 2018   | 1.Hope World 2.P.O.P. (Piece of Peace Pt.1) 3.Daydream 4.Base Line 5.항상(Hangsang)(feat. Supreme Boi) 6.Airplane 7.Blueside(Outro) |
| "FACE YOURSELF" (3. japonské album)                           | 4. 4. 2018   | 1.Intro: Ringwanderung 2.Best Of Me (feat. The Chainsmokers) (Japanese Ver.) 3.피땀눈물(Blood Sweat & Tears)(Japanese Ver.) 4.DNA (Japanese Ver.) 5.Not Today (Japanese Ver.) 6.MIC Drop (Japanese Ver.) 7.Don't Leave Me 8.고민보다 Go(Go Go) (Japanese Ver.) 9.Crystal Snow 10.봄날 (Spring Day)(Japanese Ver.) 11.LET GO 12 Outro: Crack |
| "Love Yourself 起: 'Wonder' "                                 | 5. 4. 2018   | 1.Euphoria |
| "Love Yourself 轉 'Tear'"                                     | 18. 5. 2018  | 1.Intro: Singularity 2.FAKE LOVE 3.전하지 못한 진심(The Truth Untold)(Sincerity That Couldn't Be Delivered) (feat. Steve Aoki) 4.134340 5.낙원 (Paradise) 6.Love Maze 7.Magic Shop 8.Airplane Pt.2 9.Anpanman 10.So What 11.Outro: Tear |
| "FAKE LOVE (Rocking Vibe Mix) - Single"                       | 4. 6. 2018   | 1. FAKE LOVE (Rocking Vibe Mix) |
| "Love Yourself 結 'Answer'"                                   | 24. 8. 2018  | CD 1 1. Euphoria 2. Trivia 起: Just Dance 3. Serendipity (Full Lenght Edition) 4. DNA 5. 보조개 (Dimple) (Illegal) 6. Trivia 承: Love 7. Her 8. Singularity 9. FAKE LOVE 10. 전하지 못한 진심 (The Truth Untold) (Sincerity That Couldn't Be Delivered)(feat. Steve Aoki) 11. Trivia 轉: Seesaw 12. Tear 13. Epiphany 14. I'm Fine 15. IDOL 16. Answer: Love Myself CD 2 1. Magic Shop 2. Best Of Me (feat. The Chainsmokers) 3. Airplane Pt. 2 4. 고민보다 Go (Go Go) 5. Anpanman 6. MIC Drop 7. DNA (Pedal 2 LA Mix) 8. FAKE LOVE (Rocking Vibe Mix) 9. MIC Drop (Steve Aoki Remix) (Full Lenght Edition) 10. IDOL (feat. Nicki Minaj) |
| RM's 2nd Album – "mono."                                      | 23. 10. 2018 | 1.tokyo 2.seoul 3.moonchild 4.badbye (feat. 이이연 (eAeon)) 5.어긋 (uhgood) 6.지나가 (everythingoes)(feat.(넬) Nell) 7.forever rain |
| "MAP OF THE SOUL: PERSONA"                                    | 12. 4. 2019  | 1. Intro: Persona 2. 작은 것들을 위한 시 (Boy With Luv) (feat. Halsey) 3. 소우주 (Mikrokosmos) 4. Make It Right 5. HOME 6. Jamais Vu 7. Dionysus |
| "MAP OF THE SOUL: 7"                                          | 21. 2. 2020  | 1. Intro: Persona (RM's Solo) 2. 작은 것들을 위한 시 (Boy With Luv) (ft. Halsey) 3. Make It Right 4. Jamais Vu (Performed byJin, J-Hope & Jungkook) 5. Dionysus 6. Interlude: Shadow (Suga's Solo) 7. Black Swan 8. Filter (Jimin's Solo) 9. 시차 (My Time) (Jungkook's Solo) 10. Louder Than Bombs 11. ON 12. 욱 (UGH!) (Performed by Rap Line: RM, Suga & J-Hope) 13. 00:00 (Zero O'Clock) (Performed by Vocal Lines: Jin, Jimin, V & Jungkook) 14. Inner Child (V's Solo) 15. 친구 (Friends) (V & Jimin) 16. Moon (Jin's Solo) 17. Respect (Performed by RM & Suga) 18. We Are Bulletproof: The Eternal 19. Outro: Ego (J-Hope's Solo) 20. ON (feat. Sia) |
| Suga's (Agust D's) 2nd Album: "D-2"                           | 22. 5. 2020  | 1. 저 달 (Moonlight) 2. 대취타 (Daechwita) 3. 어떻게 생각해? (What do you think?) 4. 이상하지 않은가 (Strange) (feat. RM of 방탄소년단 (BTS)) 5. 점점 어른이 되나봐 (28) (feat. NiiHWA) 6. Burn It (feat. MAX) 7. 사람 (People) 8. 혼술 (Honsool) 9. Interlude: Set me free 10. 어땠을까 (Dear my friend) (feat. 김종완 (Kim Jong Wan) of NELL) |
| "Map of the Soul: 7 - The Journey" (4th Japanese album)       | 14. 7. 2020  | 1. Intro: Calling 2. Stay Gold 3. Boy with Luv (Japanese ver.) 4. Make It Right (Japanese ver.) 5. Dionysus (Japanese ver.) 6. Idol (Japanese ver.) 7. Airplane pt. 2 (Japanese ver.) 8. Fake Love (Japanese ver.) 9. Black Swan (Japanese ver.) 10. ON (Japanese ver.) 11. Lights 12. Your Eyes Tell 13. Outro: The Journey |
| "BE"                                                          | 20.11. 2020  | 1. Life Goes On 2. 내 방을 여행하는 법(Fly to My Room) (performed by Suga, J-Hope, V & Jimin) 3. Blue & Grey 4. Skit 5. 잠시 (Telepathy) 6. 병 (Dis-ease) 7. Stay (performed by RM, Jin & Jungkook) 8. Dynamite |
| "BTS, The Best" (4. japonské album)                           | 16. 6. 2021  | CD1 1. Film Out 2. DNA (Japanese ver.; Face Yourself) 3. Best of Me (Japanese ver.; Face Yourself) 4. Lights (Map of The Soul: 7 - The Journey) 5. Blood Sweat & Tears (Japanese ver.; Face Yourself) 6. Fake Love (Japanese ver.; Face Yourself) 7. Black Swan (Japanese ver.; Map of The Soul: 7 - The Journey) 8. Airplane pt. 2 (Japanese ver.; Map of The Soul: 7 - The Journey) 9. Go Go (Japanese ver.; Face Yourself) 10. Idol (Japanese ver.; Map of The Soul: 7 - The Journey) 11. Dionysus (Japanese ver.; Map of The Soul: 7 - The Journey) 12. Mic Drop (Japanese ver.; Face Yourself) 13. Dynamite CD2 1. Boy with Luv (Japanese ver.; Map of The Soul: 7 - The Journey) 2. Stay Gold (Map of The Soul: 7 - The Journey) 3. Let Go (Face Yourself) 4. Spring Day (Japanese ver.; Face Yourself) 5. On (Japanese ver.; Map of The Soul: 7 - The Journey) 6. Don't Leave Me (Face Yourself) 7. Not Today (Japanese ver.; Face Yourself) 8. Make It Right (Japanese ver.; Face Yourself) 9. Your Eyes Tell (Map of The Soul: 7 - The Journey) 10. Crystal Snow (Face Yourself)                        |
| "Proof"                                                       | 10. 6. 2022  | CD1 1. Born Singer 2. No More Dream 3. N.O 4. Boy In Luv 5. Danger 6. I Need U 7. Run 8. Fire 9. Blood Sweat & Tears 10. Spring Day 11. DNA 12. Fake Love 13. Idol 14. Boy with Luv (ft. Halsey) 15. ON 16. Dynamite 17. Life Goes On 18. Butter 19. Yet To Come CD2 1. Run BTS 2. Intro: Persona (RM solo) 3. Stay (perfomed by Jin, RM & Jungkook) 4. Moon (Jin solo) 5. Jamais Vu (performed by Jin, j-hope & Jungkook) 6. Trivia: Seesaw (Suga solo) 7. BTS Cypher pt. 3: Killer (Rap Line) 8. Outro: Ego (j-hope) 9. Her (Rap Line) 10. Filter (Jimin solo) 11. Friends (Jimin & V) 12. Singularity (V solo) 13. 00:00 (Zero o'Clock) (Vocal Line) 14. Euphoria (Jungkook solo) 15. Dimple/Illegal (Vocal Line) CD3 1. Jump (Demo ver.) 2. Young Love (애매한 사이) 3. Boy in Luv (Demo ver.) 4. Quotation Mark (따옴표) 5. I Need U (Demo ver.) 6. Boyz with fun (Demo ver.) 7. Tony Montana (Suga with Jimin) 8. Young Forever (RM demo ver.) 9. Spring Day (V demo ver.) 10. DNA (j-hope demo ver.) 11. Epiphany (Jin demo ver.) 12. Seesaw (Suga demo ver.) 13. Still With You (Acapella) 14. For Youth |
| j-hope's 1st album: "Jack in the Box"                         | 15. 7. 2022  | 1. Intro 2. Pandora's Box 3. MORE 4. STOP (세상에 나쁜 사람은 없다; There Are No Bad People In The World) 5. = (Equal Sign) 6. Music Box: Reflection 7. What If... 8. Safety Zone 9. Future 10. Arson (방화) |

### Singles
| Butter              | 21. 5. 2021 |
| Permission to Dance | 9. 7. 2021  |